# Langues au Laos
Le Laos est un pays multilingue qui possède une majorité linguistique, le lao, parlé par 58 % de la population comme langue maternelle.

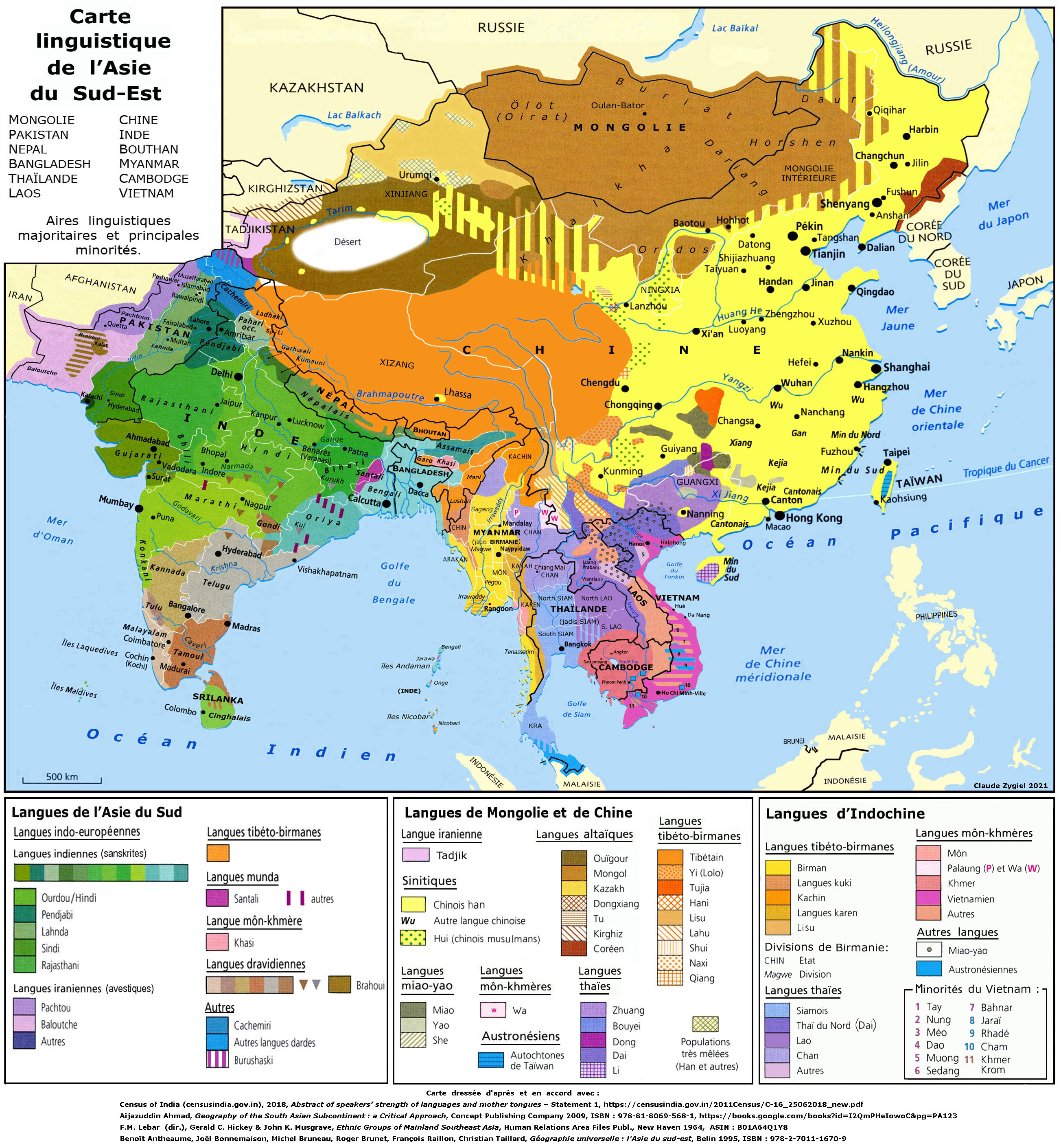
Langues de l'Asie du Sud-Est

Malgré cette majorité lao et la faible population du pays (6 300 000 en 2012) le pays compte près d'une centaine de langues.

## Le Lao
Le lao est la langue maternelle de 58,1 % de la population. C'est aussi la langue officielle.
Il est aussi parlé par une partie des populations minoritaires car c'est la langue utilisée à l'école et dans l'administration.
Il fait l'objet d'une promotion de la part du gouvernement mais le nombre de personnes qui maîtrisent effectivement le lao n'est pas connu précisément.
Le site ethnologue.com donne une estimation chiffrée (800 000 en 2005, soit environ 15 % de la population parlant lao comme seconde langue). Si l'on se fie à cette estimation, environ 75 % des Laotiens peuvent parler lao comme première ou seconde langue.

## Minorités linguistiques
Officiellement, il y a 48 minorités au Laos. Selon d'autres sources, il y a 83 langues minoritaires locales plus 5 langues immigrantes, sans compter le français et l'anglais. Voir la liste des langues ci-dessous.

### Les groupes minoritaires
Les groupes minoritaires appartiennent aux familles suivantes, :
- langues austro-asiatiques : 22 %

- langues tai-kadai : 13 % (dont fait partie le Lao).

- langues miao-yao : 4 %

- langues tibéto-birmanes : 1 %

### Langues immigrantes

#### Vietnamien
Le vietnamien est estimé à plus 100 000 locuteurs (1,5 %) en 2012 pour ce qui est de la langue maternelle. Cette langue est aussi utilisée comme langue seconde ou étrangère, en particulier par des frontaliers.
Il existe des écoles vietnamiennes.
Le vietnamien est aussi enseigné en université.

#### Chinois
Le chinois (0,5 %) est de plus en plus étudié comme langue étrangère et de plus en plus parlé dans le nord du pays, près de la frontière chinoise et ce depuis les années 1990. Florence Rossetti parle de sinisation économique dans le nord du Laos.
Voir aussi : Chinois du Laos.
La présence chinoise est très ancienne au Laos. Au XIVe siècle le royaume du Lane Xang payait tribut à l'Empire chinois. Ces liens de vassalité se sont plus ou moins poursuivis jusqu'au protectorat français sur le Laos, au XIXe siècle.

#### Khmer standard
Le khmer (0,2 %): il est parlé dans le sud et aussi dans la capitale par d'anciens réfugiés ou des migrants.

## Le français
Autrefois langue officielle, le français a beaucoup régressé, même s'il garde encore une place certaine dans le paysage linguistique. Après une longue décrue, la situation tend à s'améliorer depuis 1995 grâce au développement des classes bilingues (3150 élèves au primaire en 2010). Selon, L'OIF, il y a 60 000 francophones réels au Laos (1 %) et leur nombre est croissant.
L'ambassade de France au Laos indique qu'en incluant les francophones partiels, le nombre de francophones avoisine les 3 % (environ 190 000 personnes).
Grâce à l'introduction du seconde LV2 obligatoire en 2010-2011, le français est devenu la seconde langue par excellence, ce qui lui permet de se maintenir par rapport à l'anglais. En 2012-2013, 46 177 apprenants étudiaient le français au lycée et au collège (contre 26 392 en 2009-2010).
Le français est encore utilisé dans l'administration et dans l'affichage.
Il existe aussi un institut français au Laos.
L’Organisation Internationale de la Francophonie (OIF) estime à 190 000 le nombre de francophones au Laos en 2015, soit 3 % de la population. Ce nombre est en constante progression depuis une dizaine d’années.
Au Laos le nombre d'étudiants diplômés du baccalauréat augmente de 400 % de 2004 à 2006 et de 935 % de 2004 à 2009.
| Année     | Élèves apprenant le français | Nombre de professeurs de français | Nombre d'établissements enseignant le français |
| --------- | ---------------------------- | --------------------------------- | ---------------------------------------------- |
| 2009-2010 | 2639                         | 129                               | 84                                             |
| 2010-2011 | 30665                        | 152                               | 95                                             |
| 2011-2012 | 37877                        | 191                               | 113                                            |
| 2012-2013 | 46177                        | 228                               | 128                                            |

## L'anglais
L'anglais a renforcé sa présence ces dernières années car il est la langue du commerce en Asie. C'est la langue en vogue actuellement et elle est de plus en plus utilisée dans les relations internationales.
Il est néanmoins difficile de connaître le nombre réel d'anglophones. Le niveau d'anglais est très variable selon les locuteurs et même des panneaux contiennent des fautes (voir photo).
L'anglais est la LV1 la plus étudiée, le français venant en deuxième position.

## Autres langues
En dehors du français, de l'anglais, du chinois et du vietnamien, le japonais, le coréen, l'allemand et le thaï standard sont les autres langues que les Laotiens étudient comme langues étrangères.